# 达宁顿赛道

达宁顿赛道的1937年布局。

达宁顿赛道是一条位于英格兰莱斯特郡达宁顿堡附近的赛道。这条赛道现归乔纳森·帕尔默的赛车运动视界组织所有，周围的达宁顿赛道地产由赛车运动视界租赁至2038年。
它最初是达宁顿大厅地产的一部分，在第一次和第二次世界大战之间被建成赛道并举办了欧洲锦标赛。二战期间被用作军用车辆仓库，后来陷入失修状态，直到被当地的建筑企业家汤姆·惠特克罗夫特买下。1970年代在他的所有下恢复，举办了一次一级方程式比赛，但却被世界摩托车锦标赛所青睐。
赛道由达宁顿休闲投资公司于2007年租赁，希望一级方程式赛车可以重返这里，这个不完整的合资企业未能在2008年全球金融危机后提供足够的资金支持，公司破产后于2009年12月将赛道返还给了惠特克罗夫特家族。
在惠特克罗夫特的所有下，赛道经历了重大修整，于2010年恢复使用，并在之后的五年内进行了数次重大升级。2010年末，达宁顿赛道被宣布作为一年一度的历史赛车活动——达宁顿历史赛车节的场地，此后又不断添加了数项新活动。自2010年来，对赛道的大量投资使得它的基础设施有了很大改善， 而赛道已经成为了顶级摩托车赛事世界超级摩托车锦标赛的常规举办地。